# نجم الدين ملا خوجة طاش
نجم الدين ملا خوجة طاش (بالتركية: Necmeddin Molla Kocataş)‏ (ولدَ في 1 يناير 1875، إسطنبول - توفي في 6 فبراير 1949، إسطنبول) هو سياسي عثماني، تولى منصب عضو البرلمان التركي.

## مناصبه
تولى المناصب التالية:
- عضو في البرلمان التركي (11 أغسطس 1923–2 أغسطس 1927)
- ناظر العدلية  [لغات أخرى]‏ (1909–1911)